# سیارک ۸۷۵۴
سیارک ۸۷۵۴ (به انگلیسی: 8754 Leucorodia، نامگذاری:4521P-L) هشت هزار و هفتصد و پنجاه و چهارمین سیارک کشف شده‌است که در ۲۴ سپتامبر ۱۹۶۰ کشف شد.
قدر مطلق سیارک برابر ۱۳٫۰۰ است.